# Sloop

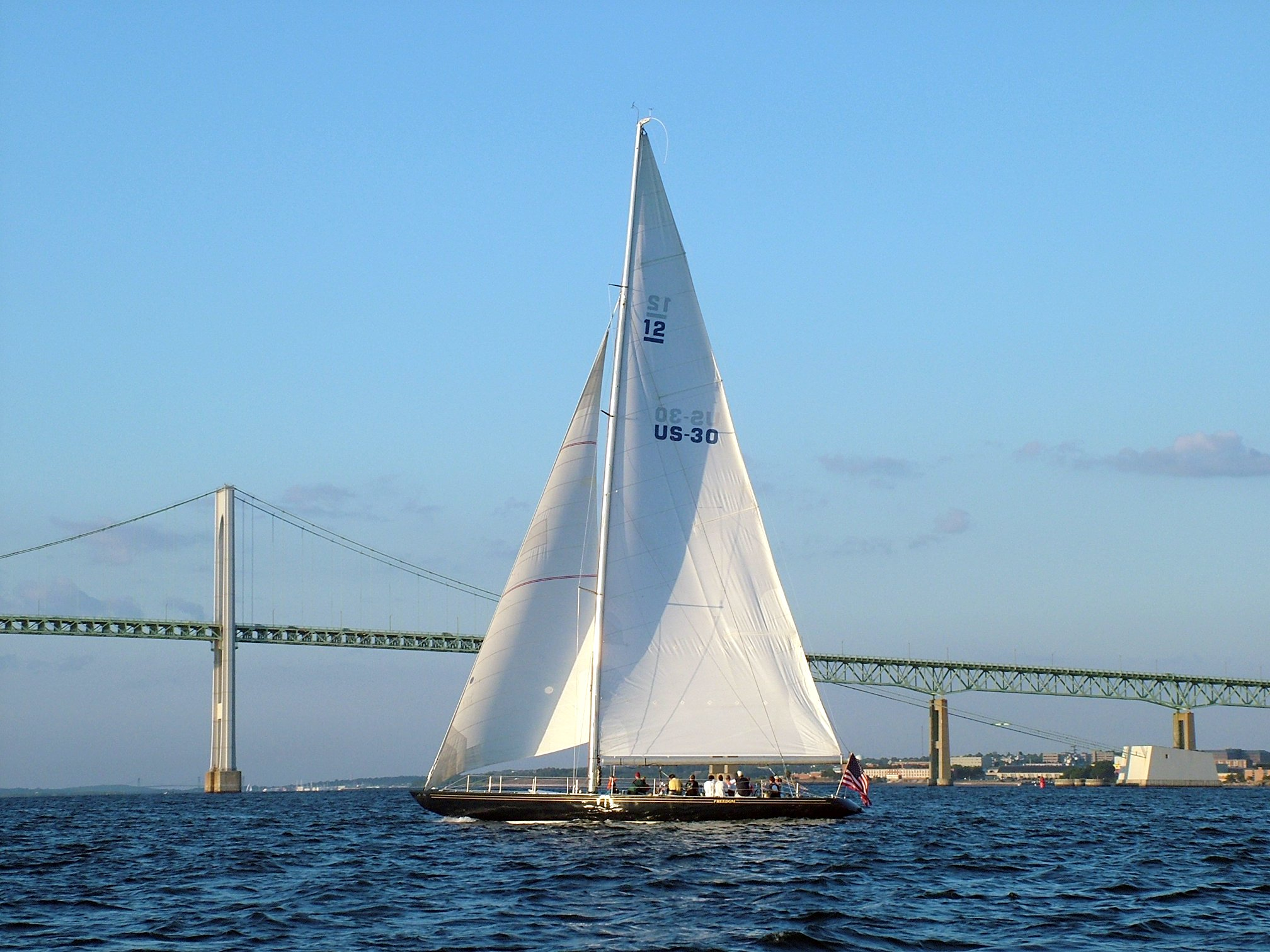
El sloop "Freedom" (12mR, 1980), defensor de la copa Amèrica de vela pel NYYC

Sloop amb aparell de cangrea

Un sloop (del neerlandès sloep) és una balandra aparellada amb una sola vela al triangle de proa, un floc (o bé un gènova) envergat a l'únic estai de proa. Un sloop és un vaixell de vela amb aparell proa - popa i un únic pal més avançat que el pal d'un cúter.
El triangle de proa d'un sloop és menor que el d'un cúter, i a diferència d'aquest, un sloop en general només porta un floc, (o bé un génova) envergat a l'únic estai de proa, encara que aquesta distinció no és definitiva, alguns sloops, com el Sloop Amistat en té més d'una. Resumint, la posició del pal és el factor més important per a determinar si un vaixell està classificat com a sloop.
Tot i així, en un vaixell amb pal únic, aparellat amb una vela cangrea o marconi com a major, la distinció més clara entre un sloop i un cúter és la longitud de l'estai. En el sloop, l'estai arriba fins a l'extrem exterior del bauprès, això significa que el bauprès ha de romandre sempre en posició i no pot retreure's.
En els cúters, l'estai de proa va només fins a la part anterior del buc, fet que permet retirar el bauprés cap a l'interior i estibar-lo. Això pot ser útil en els ports amb poc espai o per a poder estibar el floc en condicions de vent fort.

## Prestacions

Típic sloop Bermuda

Pla vèlic d'un sloop, amb un floc, una cangrea per major i una escandalosa

Cap disseny és perfecte per a totes les condicions; els sloops estan dissenyats per optimitzar la navegació contra el vent. No obstant això, els sloops també poden oferir un excel·lent compromís acceptable en general, encara que no òptim, en tots els angles de navegació. És evident que la direcció més difícil de navegar és cap a sobrevent (conegut en termes nàutics com cenyida), fet que requereix algunes característiques específiques de disseny. La vela ha de ser el més vertical possible per optimitzar l'energia del vent.
Contra el parell estabilitzador de la quilla, hi ha dues forces que actuen sobre un vaixell que l'empenyen fora de la vertical (fet conegut com a escora final):
1. el pes propi de l'aparell que tendeix a fer escorar el vaixell
2. la força lateral del vent sobre les veles.

El sloop és un aparell lleuger amb pocs cables i vergues. Les veles en un sloop tendeixen a ser planes, fet que minimitza la força cap als costats quan està ben "ajustat". Les forces d'escora també són contrarestades per la quilla, que utilitza el pes i la hidrodinàmica per compensar les forces de l'eixàrcia i les veles.
Quan es navega en cenyida, també és important poder minimitzar l'arrossegament del vent sobre la vela i la resta de l'aparell. Una de les principals causes de la resistència de la vela és un vòrtex de turbulència d'aire generat a la part superior del pal i de la vela. Entre les causes secundàries hi ha les formes aerodinàmiques no òptimes dels pals, l'estai i les escotes. Un sloop redueix al mínim l'arrossegament de la punta del vòrtex amb un disseny de veles altes i estretes (d'aspecte alt), maximitzant el vòrtex generat en comparació amb un de veles quadrades o de gàbia. A part d'això, la simplicitat de l'aparell redueix la resistència induïda per les escotes, pals i vergues.

## Veles emprades
Per maximitzar la quantitat de vela que porta, el sloop clàssic fa ús d'un bauprès, que és essencialment un pal que es projecta cap endavant des de la proa del vaixell. Per navegar a favor del vent, el típic floc pot ser substituït (o de vegades complementat) per una vela més gran corba coneguda el termes anglesos "spinnaker" o gennaker. El floc típic conegut amb el terme anglès "jib", que no se solapa amb el pal més d'un 10 o 20 per cent, pot ser substituït per un Gènova, que se solapa amb el pal d'un 55 a un 100 per cent segons les normes de regata i de vegades més. La vela major i el Gènova formen una doble ala molt eficient.

## Connotació moderna civil

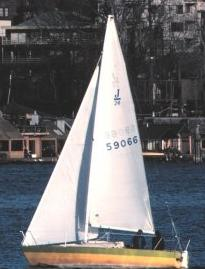
Un sloop J/24

Els sloops en la seva forma moderna van ser desenvolupats per la Marina francesa com vaixell ràpid per eludir el bloqueig de la Royal Navy. Posteriorment, van ser adaptats com vaixells de pràctic (llanxes que porten a bord d'un vaixell, un pilot temporani per orientar-lo en un port o tram difícil d'un riu o costa). Més tard, es van adaptar a cúters de menor port.
Els primers sloops moderns van ser equipats amb vela tipus Bermuda, anomenada així com a resultat del seu desenvolupament a Bermuda, durant el segle xvii. Els antics boscos d'arbres centenaris d'aquestes illes permetien fabricar pals d'una sola peça. Aquest aparell s'anomena també aparell Marconi a causa de la semblança del seu estilitzat pal i la complexa eixàrcia amb les antenes transmissores de ràdio de Guglielmo Marconi.
L'estat de la tècnica dels sloops de regates avui es pot veure a la IACC (International Americas Cup Class), amb els iots que competeixen a la Copa Amèrica. Aquesta afirmació només és certa en el sentit que és allà on s'ha gastat la més gran quantitat de diners (en aquesta classe), però tan sols per a construir els vaixells més ràpids que compleixin amb la norma IACC.
S'han construït sloops molt més ràpids que no encaixen amb la norma IACC, utilitzant tecnologies prohibides, com quilles pivotants i llast d'aigua mòbil. L'actual regata "Volvo Ocean Race" està utilitzant una nova classe, la classe Volvo 70, que compta amb una quilla pivotant, que es construeix amb fibra de carboni i amb un pla vèlic molt potent. El rècord de distància sobre 24 hores ha estat recentment trencat en diverses ocasions, per l'ABN AMRO 2 amb un rècord de distància de 563 milles (1.043 km) per a un monobuc (gener de 2006). Aquests vaixells naveguen habitualment per damunt de la velocitat del vent i poden arribar a mitjanes de 20 nusos (37 km/h) mantenint la velocitat hora rere hora.

## Mirabella V

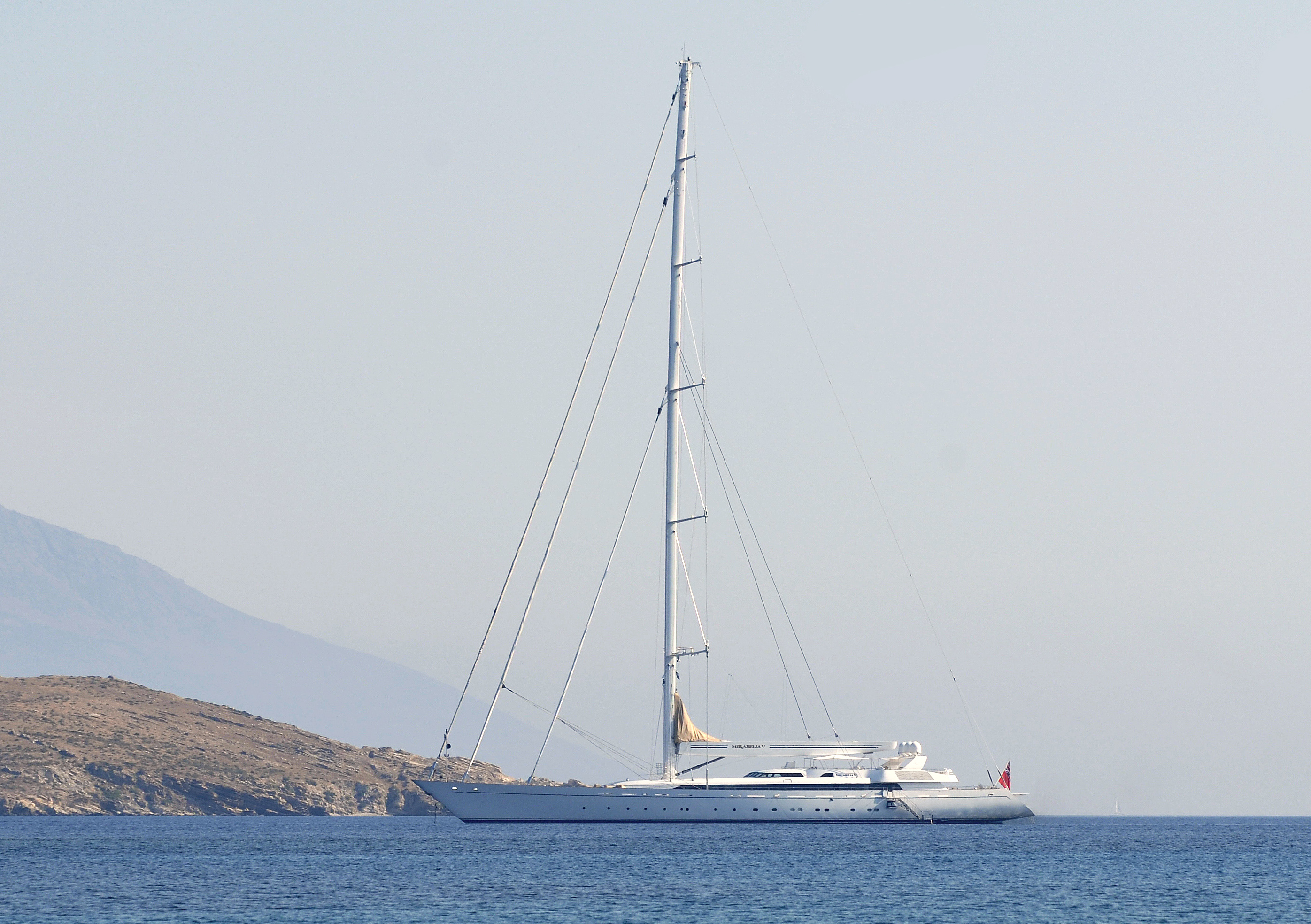
El Mirabella V a Rineia, Cíclades el 2008

Un dels sloops esportius més grans construïts avui dia és el Mirabella V, amb un pal de fibra de carboni de 289 peus (90 m) d'altura. El Mirabella M5  és obra del dissenyador irlandès - resident a Nova Zelanda - Ron Holland. Aspectes tècnics de la construcció del buc i de l'aparell van ser supervisats per l'empresa High Modulus Europe Ltd amb seu a Hamble, filial d'una empresa de Nova Zelanda.

### Especificacions[3]
|                                   | Metric      | Imperial       |
| --------------------------------- | ----------- | -------------- |
| LOA                               | 75.22 m     | 246 ft 8 in    |
| LWL (full load)                   | 61 m        | 200'           |
| Mànega                            | 14.82 m     | 48 ft 7 in     |
| Calat (quilla pujada)             | 4 m         | 12 ft 8 in     |
| Calat (quilla baixada)            | 10 m        | 32 ft 10 in    |
| Quilla abatible                   | 150 tones   | 165 tones (US) |
| Desplacement                      | 765 tones   | 816 tones (US) |
| Pal Altura (sobre línia flotació) | 88.5 metres | 292 feet       |
| Superfície vèlica (major+floc)    | 2385 m²     | 25,675 sq ft   |
| Superfície vèlica (major+reacher) | 3380 m²     | 36,490 sq ft   |
| Motors (2): Potència a 2100 rpm   | 795 kW      | 2 x 1,066 bhp  |